# Дюкроте-де-Бленвиль, Анри-Мари
Анри́ Мари́ Дюкроте́-де-Бленви́ль (фр. Henri Marie Ducrotay de Blainville; 12 сентября 1777[…], Арк-ла-Батай — 1 мая 1850[…], Вокзал Сен-Лазар, бывший 1-й округ Парижа) — французский зоолог и анатом. Автор термина палеонтология. Занимался также ископаемыми водорослями.
Член Парижской академии наук (1825), иностранный член Лондонского королевского общества (1832), иностранный член-корреспондент Петербургской академии наук (1840).

## Биография
В 1796 году Бленвиль приехал в Париж, чтобы учиться живописи. В качестве курсанта Коллеж де Франс он открыл в себе интерес к науке и решил изучать естественную историю и стать профессором. Он был заядлым посетителем лекций натуралиста Жоржа Кювье, изучал анатомию и получил в 1806 году степень доктора медицины.
В последующем он имел дело главным образом с рептилиями. Его исследования в этой области привлекли внимание Кювье, который взял его в свою лабораторию. В 1812 году Бленвиль получил кафедру анатомии и зоологии в Парижском университете, где его активно поддерживал Кювье. Тем не менее, в дальнейшем их отношения стали прохладными, и завершились даже открытой враждебностью. Кювье не цитировал в своих работах Блэнвиля, а Бленвиль намекал на лекциях, что работы Кювье, практически бесполезны.
В 1825 году Бленвиль стал членом Французской академии наук. В 1830 году он получил кафедру по изучению моллюсков, червей и зоофитов в Музее естественной истории. Через два года после смерти Ж. Кювье он получил кафедру сравнительной анатомии. В 1834 году он ввёл термин палеонтология для основанной Кювье науки. В 1840 году Бленвиль был избран иностранным членом-корреспондентом Петербургской академии наук
Бленвиль скончался от последствий инсульта.
Ремнезуб Блэнвиля (Mesoplodon densirostris), которого он описал в 1817 году, назван в честь учёного.

## Сочинения
- Prodrome d’une nouvelle distribution du règne animal, 1816
- Ostéographie ou description iconographique comparée du squelette et du système dentaire des mammifères récents et fossiles, 1839—1864 (неоконченное)
- Faune française, 1821—1830
- Cours de physiologie générale et comparée, professé à la Faculté des sciences de Paris, Vorlesungsnachschriften, hrsg. von Henry Hollard, 1833
- Manuel de malacologie et de conchyliologie, 1825—1827
- Manuel d’actinologie ou de zoophytologie, 1834
- Histoire des sciences de l’organisation et de leurs progrès, comme base de la philosophie, Vorlesungsnachschriften, hrsg. von T. L. M. Maupied, 1845
- Sur les Principes de la zooclassie, ou de la Classification des animaux, 1847